# Alexander Nylander
Alexander Nylander Altelius (* 2. března 1998 Calgary, Alberta) je švédský hokejový útočník narozený v Kanadě momentálně působící v týmu Toronto Marlies v severoamerické American Hockey League (AHL). Dne 24. června 2016 byl draftován již v prvním kole draftu 2016 jako 8. celkově týmem Buffalo Sabres.

## Hráčská kariéra
Nylander byl v roce 2015 v draftu Canadian Hockey League (jen hráči z Evropy) vybrán týmem Mississauga Steelheads hrající Ontario Hockey League (OHL) jako 12. celkově. Dne 5. září 2015 se připojil k tomuto týmu i se svým otcem, jenž v týmu přijal místo asistenta hlavního trenéra. Důvody, kvůli nimž šel před draftem do zámoří bylo i třeba, že chtěl být na blízku svému bratrovi Williamovi a zároveň mít šanci hrát a zvyknout si na kanadský styl hokeje. Ve své první sezóně ve Steelheads ovládl kanadské bodování nováčků soutěže a získal Emms Family Award pro nejlepšího nováčka ligy OHL.
V konečném žebříčku před draftem NHL 2016 byl Nylander zařazen jako 3. nejlepší severoamerický bruslař s popisem dynamického útočníka se skvělou střelou a všemi schopnostmi.

## Soukromý život
Jeho otcem je bývalý švédský hokejista a hráč NHL Michael Nylander. Jeho starší bratr William je rovněž hokejistou.

## Ocenění a úspěchy
- 2016 CHL – Hráč roku
- 2016 CHL – Top Prospects Game
- 2016 OHL – První All-Rookie Tým
- 2016 OHL – Třetí All-Star Tým
- 2016 OHL – Nejlepší nahrávač mezi nováčcích
- 2016 OHL – Nejproduktivnější nováček
- 2016 OHL – Emms Family Award
- 2017 MSJ – All-Star Tým
- 2017 MSJ – Top tří nejlepších hráčů v týmu
- 2018 MSJ – Top tří nejlepších hráčů v týmu

## Prvenství
- Debut v NHL – 3. dubna 2017 (Buffalo Sabres proti Toronto Maple Leafs)
- První asistence v NHL – 9. dubna 2017 (Tampa Bay Lightning proti Buffalo Sabres)
- První gól v NHL – 6. dubna 2017 (Tampa Bay Lightning proti Buffalo Sabres, ruskému brankáři Andrej Vasilevskij)
- První hattrick v NHL – 4. března 2024 (Columbus Blue Jackets proti Vegas Golden Knights)

## Klubová statistika
| Sezóna      | Klub                           | Soutěž      |     | Základní část | Základní část | Základní část | Základní část | Základní část |   | Play off | Play off | Play off | Play off | Play off |
| Sezóna      | Klub                           | Soutěž      | Z   | G             | A             | B             | TM            | Z             | G | A        | B        | TM       |          |          |
| 2014/15     | AIK Ishockey                   | J20         | 42  | 15            | 25            | 40            | 12            | 2             | 0 | 1        | 1        | 0        |          |          |
| 2014/15     | AIK Ishockey                   | Allsv       | 3   | 0             | 0             | 0             | 0             | 4             | 1 | 1        | 2        | 0        |          |          |
| 2015/16     | Mississauga Steelheads         | OHL         | 57  | 28            | 47            | 75            | 18            | 6             | 6 | 6        | 12       | 2        |          |          |
| 2016/17     | Rochester Americans            | AHL         | 65  | 10            | 18            | 28            | 6             | —             | — | —        | —        | —        |          |          |
| 2016/17     | Buffalo Sabres                 | NHL         | 4   | 0             | 1             | 1             | 0             | —             | — | —        | —        | —        |          |          |
| 2017/18     | Rochester Americans            | AHL         | 51  | 8             | 19            | 27            | 10            | 3             | 0 | 0        | 0        | 0        |          |          |
| 2017/18     | Buffalo Sabres                 | NHL         | 3   | 1             | 0             | 1             | 0             | —             | — | —        | —        | —        |          |          |
| 2018/19     | Rochester Americans            | AHL         | 49  | 12            | 19            | 31            | 12            | —             | — | —        | —        | —        |          |          |
| 2018/19     | Buffalo Sabres                 | NHL         | 12  | 2             | 2             | 4             | 4             | —             | — | —        | —        | —        |          |          |
| 2019/20     | Chicago Blackhawks             | NHL         | 65  | 10            | 16            | 26            | 10            | 8             | 0 | 0        | 0        | 2        |          |          |
| 2021/22     | Rockford IceHogs               | AHL         | 23  | 8             | 4             | 12            | 2             | —             | — | —        | —        | —        |          |          |
| 2021/22     | Wilkes-Barre/Scranton Penguins | AHL         | 44  | 14            | 16            | 30            | 8             | 6             | 3 | 3        | 6        | 0        |          |          |
| 2022/23     | Wilkes-Barre/Scranton Penguins | AHL         | 55  | 25            | 25            | 50            | 8             | —             | — | —        | —        | —        |          |          |
| 2022/23     | Pittsburgh Penguins            | NHL         | 9   | 1             | 1             | 2             | 6             | —             | — | —        | —        | —        |          |          |
| 2023/24     | Pittsburgh Penguins            | NHL         | 5   | 0             | 0             | 0             | 0             | —             | — | —        | —        | —        |          |          |
| 2023/24     | Columbus Blue Jackets          | NHL         | 23  | 6             | 5             | 11            | 39            | —             | — | —        | —        | —        |          |          |
| NHL celkově | NHL celkově                    | NHL celkově | 121 | 25            | 24            | 49            | 26            | 8             | 0 | 0        | 0        | 2        |          |          |

## Reprezentace
| Rok                       | Tým                       | Soutěž                    | Z  | G  | A  | B  | TM |
| ------------------------- | ------------------------- | ------------------------- | -- | -- | -- | -- | -- |
| 2014                      | Švédsko 17                | WHC-17                    | 6  | 2  | 5  | 7  | 0  |
| 2015                      | Švédsko 18                | MIH                       | 5  | 2  | 4  | 6  | 6  |
| 2016                      | Švédsko 20                | MSJ                       | 7  | 4  | 5  | 9  | 0  |
| 2016                      | Švédsko 18                | MS18                      | 7  | 3  | 8  | 11 | 0  |
| 2017                      | Švédsko 20                | MSJ                       | 7  | 5  | 7  | 12 | 0  |
| Juniorská kariéra celkově | Juniorská kariéra celkově | Juniorská kariéra celkově | 32 | 16 | 29 | 45 | 6  |